# St. Martin (Walchstadt)

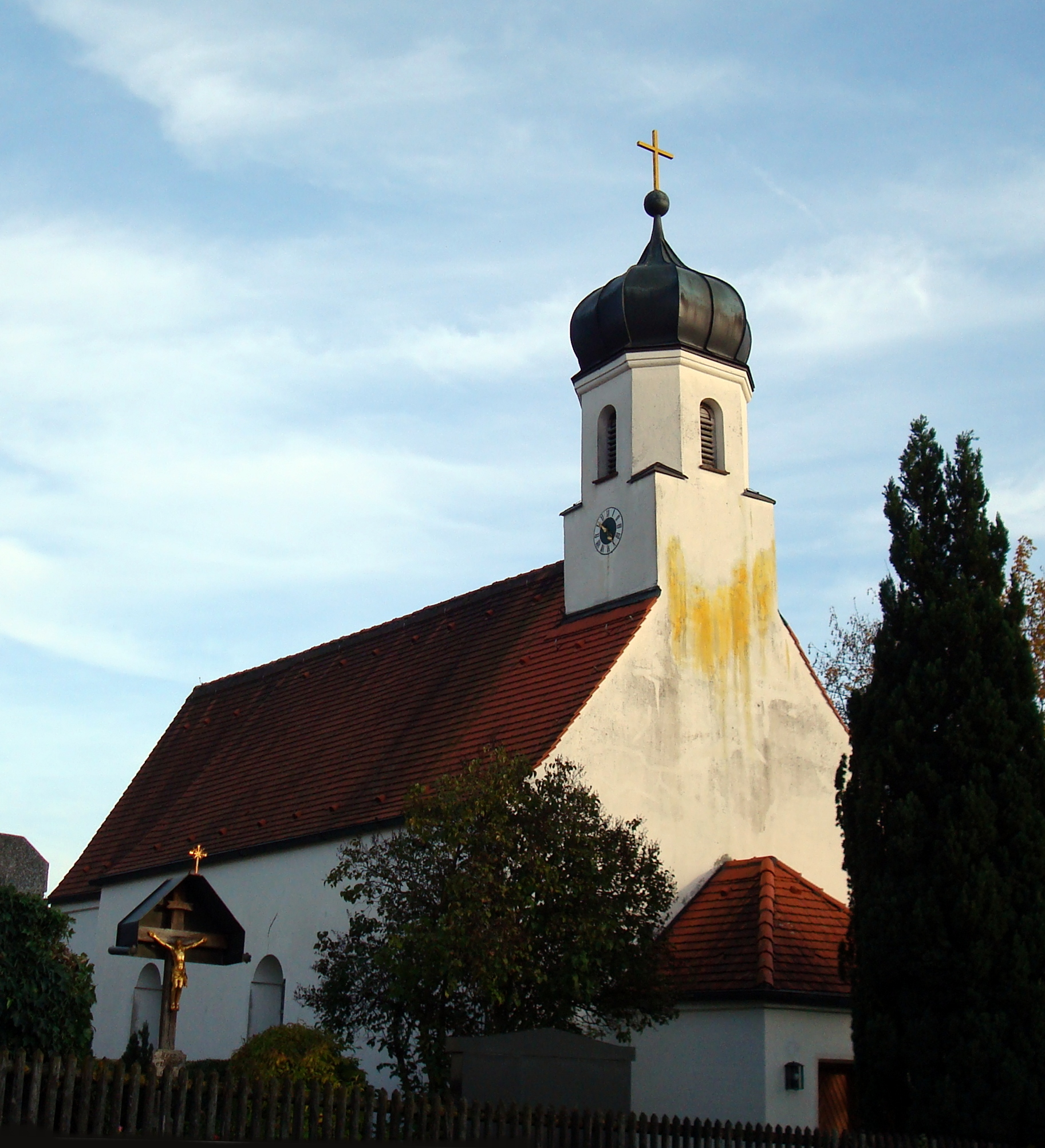
St. Martin in Walchstadt

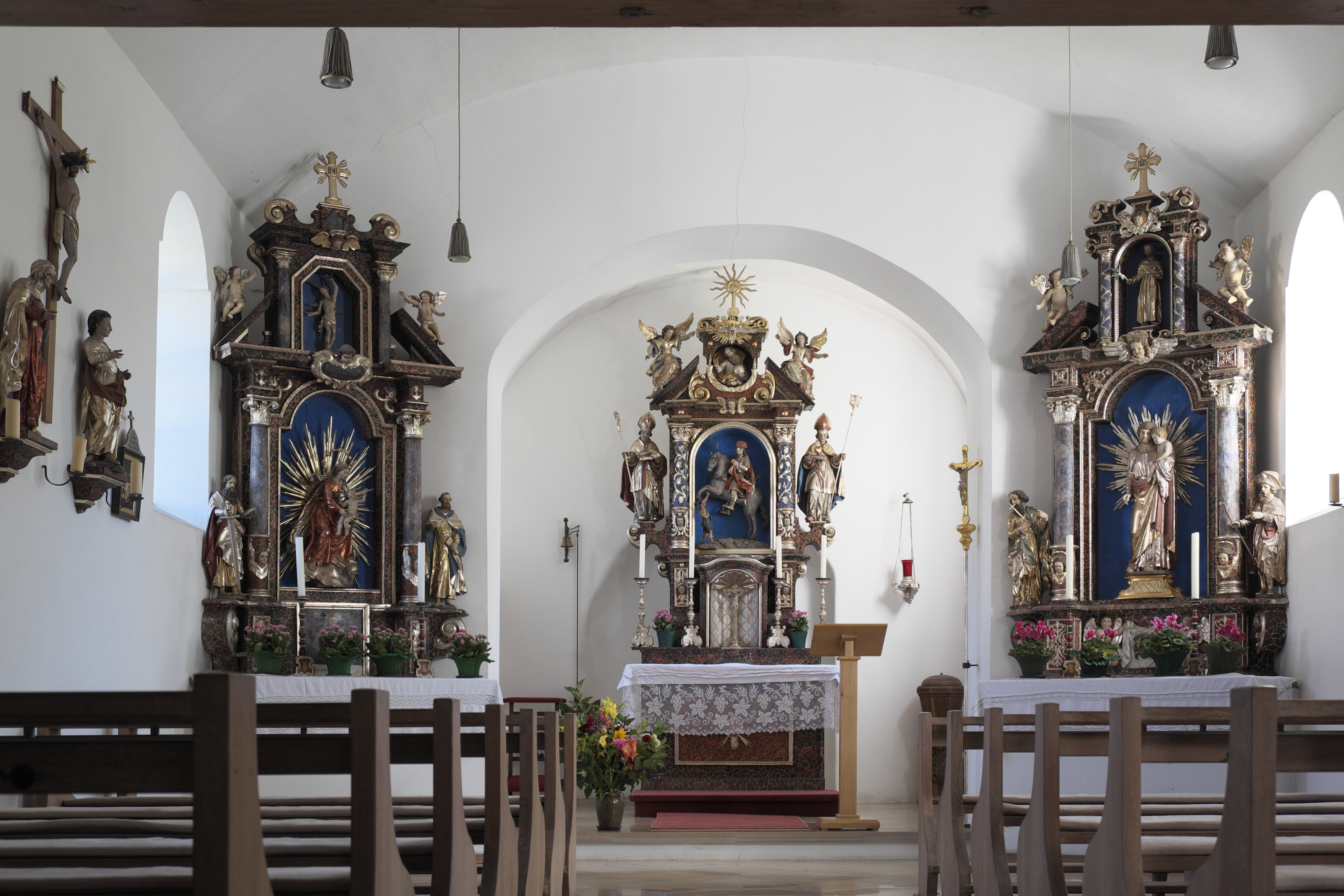
Altäre

Die römisch-katholische Filialkirche St. Martin steht in Walchstadt, einem Gemeindeteil von Wörthsee im oberbayerischen Landkreis Starnberg. Das Bauwerk ist in der Liste der Baudenkmäler in Wörthsee unter der Nr. D-1-88-145-18 eingetragen. Die Kirche gehört zum Dekanat Starnberg im Bistum Augsburg. Kirchenpatron ist Martin von Tours.

## Beschreibung
Die barocke Saalkirche wurde um 1760 anstelle eines Vorgängerbaus errichtet. Sie besteht aus dem Langhaus und dem eingezogenen Chor im Osten, an dessen Stirnseite die Sakristei angebaut ist. Auf dem Satteldach des Langhauses erhebt sich im Westen ein quadratischer Dachreiter, dessen achteckiges Obergeschoss den Glockenstuhl enthält und der mit einer Zwiebelhaube bedeckt ist. An der Westseite des Langhauses befindet sich ein zum Portal führender Vorbau. In einer Figurengruppe des Hochaltarretabels ist die Szene der Mantelteilung des heiligen Martin mit dem Bettler dargestellt.
Die Orgel mit elf Registern auf einem Manual und Pedal wurde 1933 von Georg Glatzl (St. Gregoriuswerk) gebaut.